# Xã Hayes, Quận Swift, Minnesota
Xã Hayes (tiếng Anh: Hayes Township) là một xã thuộc quận Swift, tiểu bang Minnesota, Hoa Kỳ. Năm 2010, dân số của xã này là 199 người.